# قرة سو (شيروان)
قرة سو (بالفارسية: قره‌سو) هي مستوطنة تقع في إيران في قسم شیروان الريفي. يقدر عدد سكانها بـ 452 نسمة .